# Agdistis africana
Agdistis africana is een vlinder uit de familie vedermotten (Pterophoridae). De wetenschappelijke naam van deze soort is voor het eerst geldig gepubliceerd in 1996 door Ernst Arenberger.
De soort komt voor in het Afrotropisch gebied.